# Plagiostomum koreni
Plagiostomum koreni är en plattmaskart som beskrevs av Jensen 1878. Plagiostomum koreni ingår i släktet Plagiostomum, och familjen Plagiostomidae. Arten är reproducerande i Sverige.